# Verzorgingsplaats De Geffense Barrière
Verzorgingsplaats De Geffense Barrière is een Nederlandse snelwegparking, gelegen aan de noordzijde van de A59 in de richting Oss → Serooskerke tussen afritten 52 en 51 in de gemeente Bernheze, het restaurant is gelegen in de gemeente Oss.
De verzorgingsplaats opende gelijktijdig met de opening van de destijds A50 tussen Geffen en knooppunt Bankhoef. In het begin betrof het enkel het voormalige restaurant De Geffense Barrière met wat parkeerplaatsen. In 2001 is de verzorgingsplaats fors uitgebreid met een tankstation en een veel grotere parkeerplaats ten oosten van het restaurant. De nabijgelegen verzorgingsplaats Tollenaer is sindsdien gesloten.
Op De Geffense Barrière was een gelijknamig restaurant gevestigd, dit is in mei 2009 gedeeltelijk afgebrand. In 2022 werden de restanten van het afgebrande restaurant gesloopt om plaats te maken voor het nieuwe concept Brier59, die op 8 november 2023 werd geopend.
Aan de overzijde ligt verzorgingsplaats De Lucht.
Richting Oss: De Tille · Keizershof · Den Hoek · Hespelaar · Labbegat · De Lucht
Richting Serooskerke: De Geffense Barrière · De Sprang · Steelhoven · Streepland · Bazius · De Fendert · De Tille